# Église Sainte-Marie de Providence

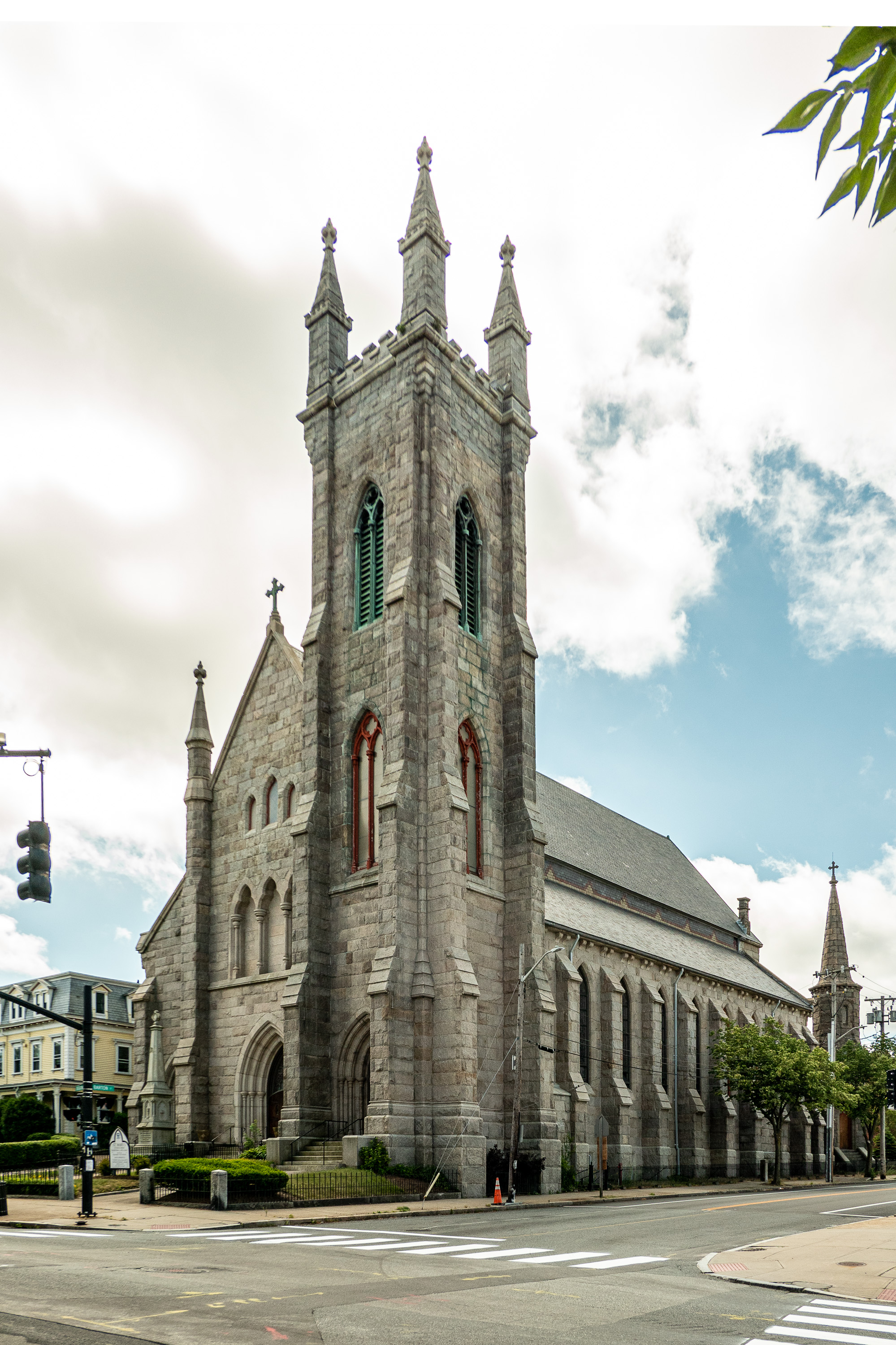
L'église St Mary's on Broadway

L'église Sainte-Marie, en anglais St. Mary’s Church, est une église  paroissiale catholique située à Providence (Rhode Island) sur la côte Est des États-Unis en Nouvelle-Angleterre. Elle dépend du diocèse de Providence. 

## Histoire et description

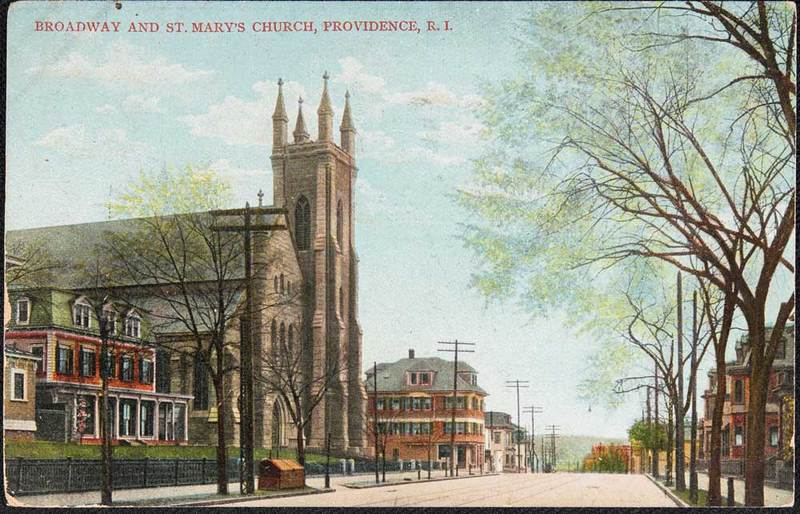
L'église donnant sur Broadway vers 1910.

La paroisse a été fondée en 1853 par des Irlandais venus de l'Ulster travailler dans le textile à Providence ; il s'agit donc d'une des plus anciennes paroisses catholiques du Rhode Island. L'église actuelle de style néo-gothique anglo-normand a été érigée en 1864-1869 par l'Irlando-américain James Murphy (1834-1907) et consacrée le 7 juin 1901. Elle est construite en granite de Westerly. Elle ne possède pas de transept. Un haut clocher crénelé a quatre pinacles aux angles s'élève sur le côté droit de la façade, appuyé de contreforts.
L'évêque de Providence, Mgr Tobin, la confie aux soins de la Fraternité sacerdotale Saint-Pierre en 2018. Les offices sont donc célébrés en latin, selon la permission du  motu proprio Summorum Pontificum de Benoît XVI. Cela permet à de nombreux fidèles du Rhode Island de suivre la forme tridentine du rite romain. Les messes y sont quotidiennes, avec deux messes dominicales. Elle est appelée aussi St. Mary's on Broadway, car elle donne sur l'une des artères principales de la ville du nom de Broadway. La communauté latino-américaine a offert des tableaux à l'intérieur. Le maître-autel de marbre blanc s'appuie sur un immense retable finement sculpté néo-gothique avec des statues de saints, dont celle de la Bienheureuse Vierge Marie en haut au milieu.
Depuis 2018, son curé est l'abbé John Berg, ancien supérieur général de la FSSP.
Une autre paroisse de Providence, celle du Saint-Nom, offre une messe en latin, en plus de messes dans la forme ordinaire, Sainte-Marie est donc la seule paroisse de la ville à ne se consacrer qu'à la forme extraordinaire, aussi bien pour la messe que pour les sacrements et le catéchisme.